# 임재혁 (축구 선수)
임재혁(任宰赫, 1999년 2월 6일~)은 대한민국의 축구 선수이다.

## 구단 경력
2018 시즌을 앞두고 K리그1의 대구 FC에 입단했다. 2018년 4월 28일 제주 유나이티드와의 K리그1 경기에서 데뷔골을 기록했다. 하지만 팀은 2명이 퇴장당하는 악재 속에 4-1로 패배했다.
2021시즌을 앞두고 K리그2의 안산 그리너스로 이적했다.

## 수상

### 팀
- FA컵 우승: 2018